# 나폴리 가요제

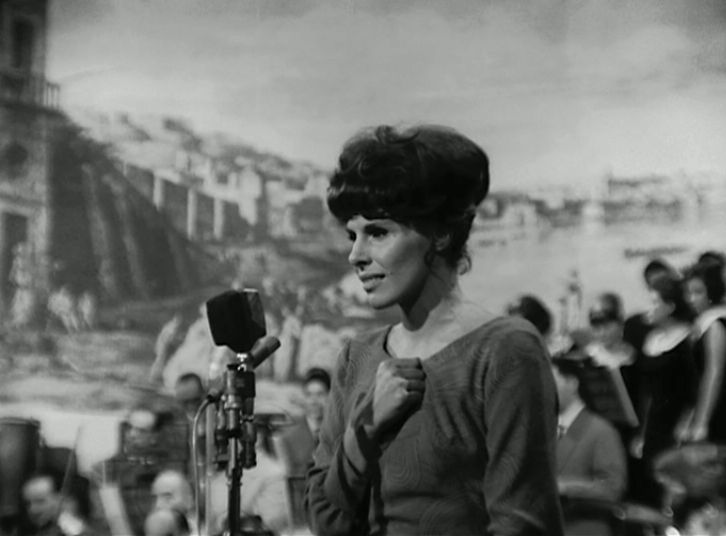
1964년 가요제의 오르넬라 바노니.

나폴리 칸초네 페스티벌(Festival della Canzone Napoletana) 또는 나폴리 가요제(Festival di Napoli)는 나폴리에서는 1년 중 가장 기후가 좋은 9월 7일 저녁부터 8일 아침에 걸쳐 피에디그로타의 마돈나 축제가 열린다. 피에디그로타의 축제란 1744년 카를 3세가 로마의 남쪽에 있는 알바노 언덕 베를레트리에서 오스트리아 대군을 격파한 때를 기념하는 행사였는데, 지금도 유명한 가요제로 남아 있다. 이날 밤에는 이탈리아 각지에서 모여든 남녀가 노래 자랑을 베푼다. 그리고 그날 입상된 곡이 그해의 유행가로 전국적으로 전파되는 풍습이 있다. 이날 밤 포지리포의 언덕에서 피에디그로타의 교회로 통하는 길 양쪽은 일루미네이션으로 장식되고, 성모 마리아의 예배당에 참례하는 남녀노소로 붐빈다. 이 나폴리의 가요제가 가장 성황을 이루고 수많은 명곡들이 나온 시기는 제1차세계대전 전후이며, 이 때 나온 것이 <오, 나의 태양>, <돌아오라 소렌토로> 등이다. 이와 같이 나폴리에서 나온 노래를 총칭하여 '칸초네 나폴레타나'라고 한다.